# Augusta (Wisconsin)
Augusta é uma cidade localizada no estado norte-americano de Wisconsin, no Condado de Eau Claire.

## Demografia
Segundo o censo norte-americano de 2000, a sua população era de 1460 habitantes. 
Em 2006, foi estimada uma população de 1385, um decréscimo de 75 (-5.1%).

## Geografia
De acordo com o United States Census Bureau tem uma área de 5,2 km², dos quais 5,2 km² cobertos por terra e 0,0 km² cobertos por água.

## Localidades na vizinhança
O diagrama seguinte representa as localidades num raio de 32 km ao redor de Augusta. 